# Pueblo Llano
Pueblo Llano is een gemeente en stad in de Venezolaanse staat Mérida. Pueblo Llano telt 13.500 inwoners. De hoofdplaats is Pueblo Llano.